# Oxkutzcab
Oxkutzcab là một đô thị thuộc bang Yucatán, México. Năm 2005, dân số của đô thị này là 27084 người.